# Atletica leggera ai Giochi della XXII Olimpiade - 100 metri piani maschili

Video della Finale

Video della Finale (telecronaca di Bruno Pizzul)

I 100 metri piani hanno fatto parte del programma maschile di atletica leggera ai Giochi della XXII Olimpiade. La competizione si è svolta nei giorni 24-25 luglio 1980 allo Stadio Lenin di Mosca.

## Assenti a causa del boicottaggio
Nota: le prestazioni si riferiscono all'anno olimpico.
| Primato mondiale stagionale | 10"02 | 11 maggio | James Sanford |
| Secondo atleta USA          | 10"07 | 24 maggio | Stanley Floyd |
| Terzo atleta USA            | 10"12 | 6 giugno  | Mike Roberson |

## La gara
Nei quarti il britannico Allan Wells sfreccia in 10"11 e mette paura a tutti. Viene eliminato a sorpresa Hasely Crawford, il campione uscente.
Nella prima semifinale, vinta a sorpresa dal bulgaro Petrov sul cubano Leonard, escono i due migliori duecentisti del momento: Mennea e il giamaicano Quarrie. Wells domina la seconda serie.
Finale incertissima: in quattro corrono appaiati fino ai 60 metri, poi rimangono Leonard e Wells, con un leggero vantaggio del cubano. A 7 metri dall'arrivo Wells guadagna una mezza falcata che gli consente di raggiungerlo sul traguardo. I due tagliano la linea d'arrivo nello stesso momento. Nemmeno il fotofinish è in grado di separarli: 10"25 per entrambi. I giudici assegnano la vittoria al britannico perché era in rimonta.
A 28 anni, Allan Wells è il velocista più maturo ad aver vinto i 100 metri alle Olimpiadi.

## Risultati

### Turni eliminatori
| 9 Batterie         | 24 luglio | 65 partenti   | Si qualificano i primi 3 + i 5 migliori tempi. |
| 4 Quarti di finale | 24 luglio | 8 + 8 + 8 + 8 | Si qualificano i primi 4.                      |
| 2 Semifinali       | 25 luglio | 8 + 8         | Si qualificano i primi 4.                      |
| Finale             | 25 luglio | 8 concorrenti |                                                |

### Finale
| Posizione | Atleta                 | Nazionalità      | Tempo |
| --------- | ---------------------- | ---------------- | ----- |
|           | Allan Wells            | Gran Bretagna    | 10"25 |
|           | Silvio Leonard         | Cuba             | 10"25 |
|           | Petăr Petrov           | Bulgaria         | 10"42 |
| 4         | Aleksandr Aksinin      | Unione Sovietica | 10"42 |
| 5         | Osvaldo Lara Cañizares | Cuba             | 10"43 |
| 6         | Vladimir Murav'ëv      | Unione Sovietica | 10"44 |
| 7         | Marian Woronin         | Polonia          | 10"46 |
| 8         | Hermann Panzo          | Francia          | 10"49 |

## Fonte
Elio Trifari (a cura di): Olimpiadi. La storia dello sport da Atene a Los Angeles. Rizzoli, Milano, 1984. Vol. III.